# Kytice (sbírka)
Kytice, původně vydaná pod názvem Kytice z pověstí národních, je stěžejní dílo Karla Jaromíra Erbena. Je to jediná původní kniha, kterou kdy vydal. Jedná se o sbírku 13 skladeb inspirovaných lidovou slovesností poukazující na hodnotu mezilidských vztahů.

## Doba vzniku Kytice
Polovina básní byla napsána a otištěna před souhrnným vydáním. Z nich nejstarší je Polednice (z roku 1834, tiskem vydána 1840) a Poklad (z roku 1837, tiskem 1838). Starší je též Zlatý kolovrat, Štědrý den a Holoubek. Ostatní balady vznikly v letech 1851–1852.
V době svého vydání byla kniha přijata s velkým zájmem a uznáním. Reakce na toto dílo byly obecně pozitivní, jak ze strany veřejnosti, tak i literárních kritiků.

## Raná vydání
Sbírku Kytice z pověstí národních vydal poprvé roku 1853 pražský nakladatel Jaroslav Pospíšil. Sbírka obsahovala 12 básní a nebyla ilustrována. Druhé vydání z roku 1861 (opět nakladatel Jaroslav Pospíšil) bylo rozšířeno o baladu Lilie (a také oddíl Písně). Toto a další dvě Pospíšilova vydání (1871 a 1874) ilustroval dřevorytec František Richter st.
Třetí vydání vyšlo sice až po autorově smrti roku 1871, ale bylo jím ještě připraveno. Zde je vypuštěn oddíl Písně.

## Popis a charakteristika díla

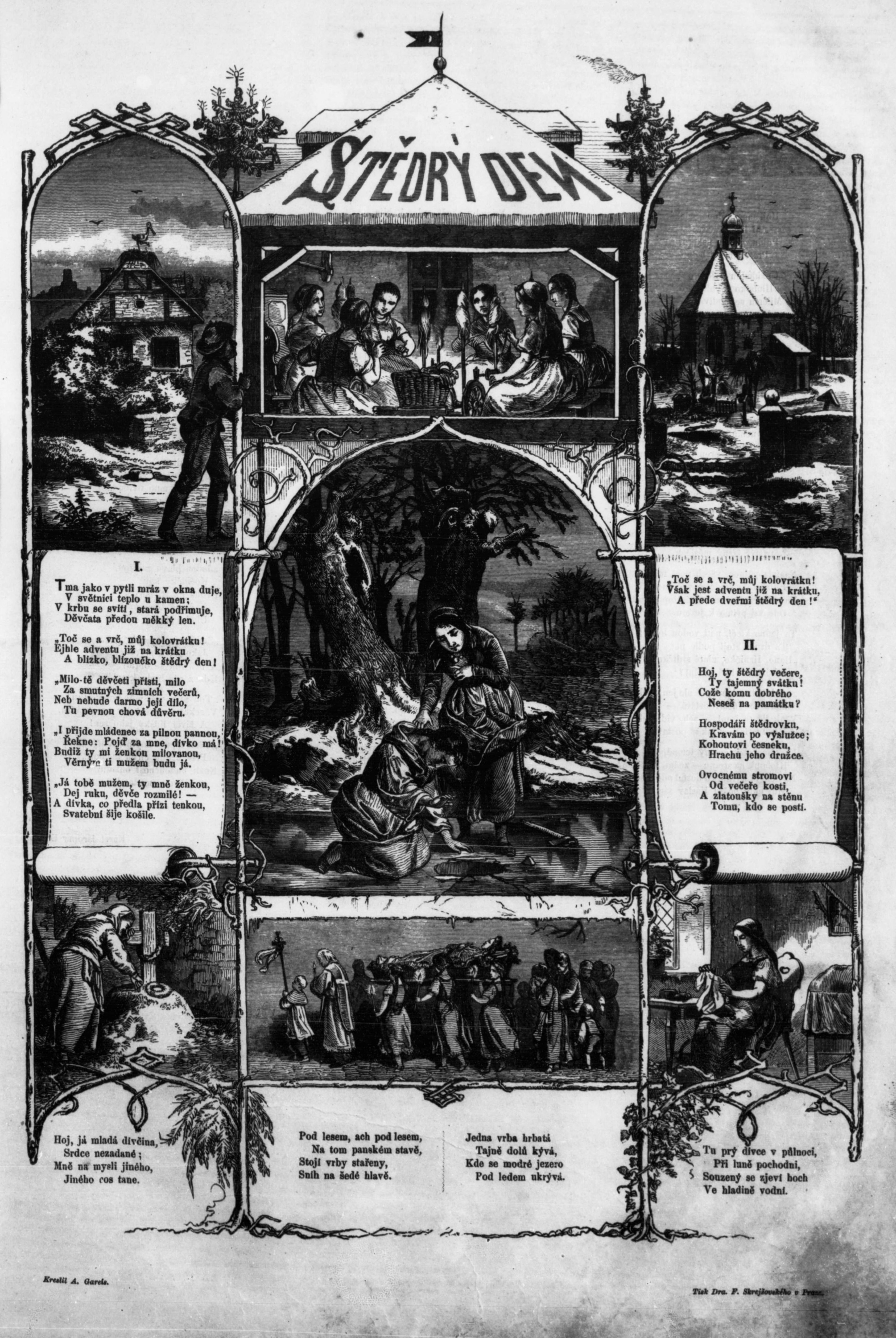
Stránka z obrázkového časopisu Světozor (1867). Na obrázku je jedna z balad Kytice Štědrý den.

Sbírku tvoří balady (ačkoli sám Erben toto slovo nikdy nepoužíval); básník vychází z lidové (slovanské) tradice. V tomto ohledu je Kytice sbírkou ohlasovou a projevem folkloristicky orientovaného romantismu. Myšlenková báze a etický princip básní má ovšem klasicistní rysy. K jednotlivým básním jsou připojeny poznámky (Poznamenání) obsahující údaje o původu či o jinoslovanských variantách.
Příznačné pro Erbena je, že hlavní roli hrají ženy, povětšinou matky. Zabývá se zde otázkou lidských vztahů, v nichž ho především zajímá problém viny a trestu. Podle Erbena je nejzákladnějším lidským vztahem pouto mezi matkou a dítětem. Konflikty v lidském životě vznikají především narušením základních vztahů a zákonů mezi lidmi. Za každou vinu přichází, často nepřiměřený, trest. Člověk je v jeho pojetí bezmocný proti přírodním silám, jež ho obklopují. Vinu vždy nese člověk, nikdy společnost.
Dalším neromantickým znakem balad je naprostá nevzdorovitost hrdinů, kteří zcela bázlivě a s pokorou přijímají vinu. Nejsou zde individualistické tendence ani typická rozpolcenost.
Časoprostor básní je neurčitý, symbolický (les, chalupa, jezero). Erben nemluví o budoucnosti ani minulosti. Čas jakoby se zastavil. Nachází se zde nezanedbatelný prvek determinismu (osudovosti), především ve Štědrém dnu a Věštkyni.

## Jazykové prostředky
Autor se spíše než na popisy osob a romantických krajin, v nichž se básně odehrávají, soustředí na syžet. Za pomoci velkého množství dialogů, úsporného jazyka a baladické zkratky vytváří rychlý dějový spád, zvyšuje napětí a dosahuje velké dramatičnosti textu. Sbírka je psána gnomickým veršem. Vytváří výstižné věty, jejichž délka je velmi zredukována o zbytečná slova. Nalezneme zde hodně onomatopoeií (například ve Vodníkovi), eufonii, přirovnání, metafor a epitetonů. Z figur převažují anafora, apostrofa, epifora a epizeuxis.

## Kompozice
Kytice obsahuje 13 básní, z toho 1. a 13. se žánrově i obsahově ostatním vymykají:
1. Kytice
2. Poklad
3. Svatební košile
4. Polednice
5. Zlatý kolovrat [7]
6. Štědrý den
7. Holoubek
8. Záhořovo lože [8]
9. Vodník
10. Vrba
11. Lilie
12. Dceřina kletba
13. Věštkyně

V původním vydání byly básně uspořádány tak, že básně stejně vzdálené od středu (1. a 13., 2. a 12., 3. a 11., ...) byly tematicky blízké.
1. Kytice – 13.Věštkyně: Vlastenecké básně s výrazným prvkem lidové slovesnosti vytvářející rámec díla. Buditelský motiv
2. Poklad – 12.Dceřina kletba: o porušení vztahu matka – dítě. Motiv mateřské viny
3. Svatební košile – 11.Vrba: proměna člověka v umrlce a vrbu, možnosti návratu mrtvého. Motiv vampyrismu
4. Polednice – 10.Vodník: zasahují nadpřirozené bytosti. Postavy běsů
5. Zlatý kolovrat – 9.Záhořovo lože: námětem je vina, vykoupení a pokání. Pohádkový motiv
6. Štědrý den – 8.Svatojánská noc: o lásce a smrti; svědomí. Motiv kouzelných dnů (Svatojánskou noc nikdy nedokončil)
7. Holoubek: tato balada odděluje starou tvorbu od nové a stojí ve středu sbírky

Karel Jaromír Erben napsal ještě balady Smolný var a Cizí host, které ovšem v žádném vydání nejsou zakomponovány, neboť není vyřčena příčina lidské tragédie.[zdroj⁠?!]

## Ukázky z prvního vydání (závěrečné sloky)
Snad že se najde dcera mateřina,

jíž mile dech tvůj zavoní; 

snad že i najdeš některého syna, 

jenž k tobě srdce nakloní! 

(Kytice)
A když večer pohromadě

mládež za mrazu sedává, 

rád stařeček povídává

o vdově a o pokladě. 

(Poklad)
Dobře ses, panno, radila, 

na boha že jsi myslila 

a druha zlého odbyla! 

Bys byla jinak jednala, 

zle bysi byla skonala: 

tvé tělo bílé, spanilé 

bylo by co ty košile! 

(Svatební košile)
Ve mdlobách tu matka leží, 

k ňadrám dítě přimknuté: 

matku vzkřísil ještě stěží, 

avšak dítě – zalknuté. 

(Polednice)
A což ten zlatý kolovrat? 

Jakou teď píseň bude hrát? –

Jen do třetice zahrat přišel, 

pak ho již nikdo neuslyšel 

ani nespatřil. 

(Zlatý kolovrat)
Však lépe v mylné naději sníti, 

před sebou čirou temnotu, 

nežli budoucnost odhaliti, 

strašlivou poznati jistotu! 

(Štědrý den)
Však nelze kamenu

tak těžko ležeti, 

jako jí na jmenu

spočívá prokletí! 

(Holoubek)
Leč nad hlavou jeho té samé chvíle

vznášejí se dvě holubice bílé; 

v radostném plesu vznášejí se vzhůru, 

až i se vznesly k andělskému kůru. 

(Záhořovo lože)
Něco padlo. – Pode dveřmi

mok se jeví – krvavý; 

a když stará otevřela, 

kdo leknutí vypraví! 

Dvě věci tu v krvi leží –

mráz po těle hrůzou běží: 

dětská hlava bez tělíčka

a tělíčko bez hlavy. 

(Vodník)
na píšťalku bude pěti –

se svou matkou rozprávěti!“ 

(Vrba)
„Kletbu zůstavuji tobě, 

matko má! 

kletbu zůstavuji tobě, 

bys nenašla místo v hrobě, 

žes mi zvůli dávala!“

(Dceřina kletba)
Slyšte a pilně važte moje slova: 

S nadějí nic se nenoste, 

leč nad tím břichem vřelé srdce znova

a pravá hlava naroste!

(Věštkyně)

## Hudební zpracování
Některé básně zhudebnil skladatel Antonín Dvořák jako kantátu (Svatební košile) a symfonické básně:
- Svatební košile (1884, op. 69)
- Vodník (1896, op. 107)
- Polednice (1896, op. 108)
- Zlatý kolovrat (1896, op. 109)
- Holoubek (1897, op. 110).

Zdeněk Fibich zhudebnil jako melodramy básně Štědrý den (1874, op. 9) a Vodník (1883, op. 15). Bohuslav Martinů složil kantátu Svatební košile (1932, H 214 I A).

## Rozhlasové zpracování Českého rozhlasu 3 Vltava
V roce 2010 byly pod režií Markéty Jahodové nahrány 4 balady pro rozhlas. Balady Kytice a Zlatý kolovrat namluvil Pavel Soukup, Štědrý den Josef Somr a Poklad Barbora Munzarová.

## Filmové zpracování
Film Kytice natočil v roce 2000 F. A. Brabec. Film získal ceny Český lev 2001 za kameru, hudbu a zvuk.

## Divadelní adaptace (výběr po roce 1945)
Sestaveno podle databáze inscenací Divadelního ústavu
- Městské oblastní divadlo Karlovy Vary, dramatizace a režie: František Kneisl, premiéra: 24. října 1946.
- Opera Národního divadla v Divadle 5. května Praha, Vodník, libreto: Adolf Wenig, hudba: Boleslav Vomáčka, režie: Václav Kašlík, dirigent: Jindřich Bubeníček, premiéra: 7. prosince 1948.
- Východočeské divadlo Pardubice, dramatizace: Antonín Klimeš, režie: Miloslav Veverka, premiéra: 11. března 1958.
- Krušnohorské loutkové divadlo Teplice, režie: Oskar Batěk, premiéra: 1. září 1958.
- Činoherní studio JAMU Brno, úprava a režie: Oldřich Vykypěl, premiéra: 12. prosince 1958.
- Semafor Praha, libreto: Jiří Suchý, hudba: Ferdinand Havlík, režie: Jiří Císler, premiéra: 14. března 1972.
- Východočeské loutkové divadlo Drak Hradec Králové, režie: Josef Krofta, premiéra: 12. února 1973.
- Viola Praha, Kytice z pověstí národních (Kytice, Zlatý kolovrat, Štědrý den, Záhořovo lože), režie: Vladimír Justl, hudba: Jiří Traxler a Petr Traxler, premiéra: 11. dubna 1973.
- Naivní divadlo Liberec, dramatizace: František Sokol, režie: Markéta Schartová, poprvé: 30. listopadu 1973 (obnovená 1979).
- Divadlo na provázku Brno, dramatizace a režie: Zdeněk Pospíšil, premiéra: 22. prosince 1979.
- Národní divadlo Praha, balet (Poklad, Lilie, Zlatý kolovrat), libreto: Petr Weigl, hudba: Josef Páleníček, režie: Daniel Wiesner (Poklad), Miroslav Kůra (Lilie), Jiří Blažek (Zlatý kolovrat), dirigent: Jan Hus Tichý, poprvé: 5. dubna 1984.
- Divadlo Jaroslava Průchy Kladno a Mladá Boleslav, dramatizace a režie: Karel Brožek, premiéra: 29. listopadu 1986.
- Semafor Praha, Kytice I. (Štědrý den, Svatební košile, Zlatý kolovrat), libreto: Jiří Suchý, hudba: Ferdinand Havlík, režie: Vladimír Hrabánek podle Jiřího Císlera, Jiří Suchý, Vladimír Drha, premiéra: 30. října 1991.
- Divadlo dětí Alfa Plzeň, dramatizace a režie: Karel Brožek, premiéra: 18. března 1988 (obnovená 1992).
- Divadlo Elf Praha (Vodník, Zlatý kolovrat, Svatební košile), dramatizace a režie: Jan Prokeš, premiéra: 5. dubna 1989.
- Státní divadlo Brno (zpěvohra) v Redutě, libreto: Jiří Suchý, hudba: Ferdinand Havlík, režie: Jan Štych ml., premiéra: 20. října 1989.
- Divadlo J. K. Tyla Plzeň (opereta/muzikál) v Komorním divadle, libreto: Jiří Suchý, hudba: Ferdinand Havlík, režie: Jan Štych ml., premiéra: 1. června 1991.
- Divadlo loutek Ostrava (Vrba, Vodník, Zlatý kolovrat, Svatební košile), režie: Petr Nosálek, premiéra: 16. října 1992 (obnovená 2000).
- Semafor Praha, Kytice II. (Vodník, Bludička, Polednice), libreto: Jiří Suchý, hudba: Ferdinand Havlík, režie: Jiří Suchý, Vladimír Hrabánek, poprvé: 9. února 1993.
- Agentura ORFEUS na Křižíkově fontáně Praha, Z Kytice Karla Jaromíra Erbena, scénář a režie: Pavel Linhart, hudba: Radim Hladík, premiéra: 1. června 1993.
- Jihočeské divadlo České Budějovice (opera), libreto: Jiří Suchý, hudba: Ferdinand Havlík, režie: Jan Štych ml., premiéra: 15. října 1993.
- Klicperovo divadlo Hradec Králové, dramatizace a režie: Karel Brožek, premiéra: 17. prosince 1994.
- Naivní divadlo Liberec (Svatební košile, Vodník, Štědrý večer), režie: Michal Dočekal, poprvé: 13. března 1998.
- Divadlo Špílberg Brno, dramatizace a režie: Ludvík Fagura, premiéra: 1. prosince 2001.
- Západočeské divadlo Cheb, dramatizace a režie: Karel Brožek, premiéra: 9. února 2002.
- Studio Marta Divadelní fakulty JAMU Brno, libreto: Jiří Suchý, hudba: Ferdinand Havlík, režie: Sylva Talpová, premiéra: 18. září 2003.
- Slovácké divadlo Uherské Hradiště, libreto: Jiří Suchý, hudba: Ferdinand Havlík, režie: Mojmír Weimann, premiéra: 3. dubna 2004.
- Divadlo Neslyším Brno na sklepní scéně divadla Husa na provázku, dramatizace a režie: Jan Fiurášek, premiéra: 7. prosince 2004.
- Malé Vinohradské divadlo Praha, Kytice I (Zlatý kolovrat, Holoubek, Vrba, Dceřina kletba, Svatební košile), dramatizace a režie: Václav Martinec, premiéra: 18. dubna 2005.
- Divadlo Polárka Brno (Vodník, Poklad, Svatební košile), režie: Martin Františák, poprvé: 8. října 2005.
- Divadlo AHA! v Divadle Gong Praha, dramatizace a režie: Ondřej Lázňovský, poprvé: 20. dubna 2006.
- Divadlo konzervatoře v Žižkovském divadle Praha, libreto: Jiří Suchý, hudba: Ferdinand Havlík, režie: Jiří Datel Novotný, premiéra: 26. února 2007.
- Malé Vinohradské divadlo Praha, Kytice II (Polednice, Vodník, Štědrý večer, Poklad, Svatební košile), dramatizace a režie: Václav Martinec, premiéra: 19. dubna 2007.
- Janáčkova konzervatoř Ostrava, libreto: Jiří Suchý, hudba: Ferdinand Havlík, režie: Bedřich Jansa, premiéra: 14. června 2008 (2009 přenesena na českou scénu Těšínského divadla Český Těšín.
- Divadlo Šumperk, dramatizace: Vendula Borůvková, režie: Ondřej Elbel, premiéra: 27. září 2008.
- Semafor Praha, libreto: Jiří Suchý, hudba: Ferdinand Havlík, režie: Jiří Suchý, premiéra 17. září 2009.
- Jihočeské divadlo České Budějovice (opera s činohrou), libreto: Jiří Suchý, hudba: Ferdinand Havlík, režie: Martin Pacek, premiéra: 8. ledna 2010.
- Divadlo Radost Brno (Kytice, Vrba, Vodník, Zlatý kolovrat, Svatební košile), režie: Petr Nosálek, premiéra: 14. dubna 2012.
- Divadlo Mandragora Zlín v prostoru Dílna Městského divadla, libreto: Jiří Suchý, hudba: Ferdinand Havlík, režie: Hana Mikolášková, premiéra: 9. ledna 2014.
- Národní divadlo moravskoslezské Ostrava (opereta/muzikál) v Divadle Jiřího Myrona, libreto, hudba a režie: Pavel Helebrand, poprvé: 14. září 2014.
- Klicperovo divadlo Hradec Králové, dramatizace a režie: Karel Brožek, premiéra: 11. října 2014 (obnovena měla být 2020, odloženo kvůli pandemii covidu-19).
- Divadelní spolek Kašpar Praha jako „bytové“ divadlo v Klubovně, dramatizace a režie: Jakub Špalek, premiéra: 21. února 2018.
- Slezské divadlo Opava, dramatizace a režie: Roman Groszmann, premiéra: 18. března 2018.
- Vyšší odborná škola herecká Praha v Pidivadle, režie: Tereza Volánková a Ivo Sedláček, premiéra: 28. dubna 2018.
- Národní divadlo Praha, dramatizace: SKUTR (Martin Kukučka, Lukáš Trpišovský) a Ilona Smejkalová, režie: SKUTR, hudba: Petr Kaláb, premiéra: 28. února 2019.
- Metropolitní Divadlo Praha , režie: Michael Tarant, premiéra : 6. října 2023

## Komiksové zpracování
V roce 2016 vydavatelství Transmedialist zpracovalo a vydalo publikaci Komiksová Kytice. Dílo se drží původní koncepce Karla Jaromíra Erbena a obsahuje nedokončenou baladu Svatojanská noc.